# Stone & Stone
Stone & Stone waren ein deutsches Pop-Musik-Duo. Es bestand aus Glen J. Penniston und der iranischen Staatsbürgerin Tatjana Cheyenne Penniston.

## Leben und Wirken
Der Niederländer Glen Penniston kam Anfang der 1970er Jahre als Schlagzeuger nach Deutschland. 1979 lernte er Cheyenne kennen, die er 1985 heiratete. Fortan bildeten sie ein Duo und hatten 1993 mit I Wish You Were Here aus dem Album Miracles einen Top-40-Charterfolg. 
Glen J. Penniston schrieb auch Lieder für andere Künstler, einer seiner größten Erfolge war Julian von Mandy Winter, der Platz 13 der deutschen Single-Charts erreichte.
1995 nominierte der Mitteldeutsche Rundfunk die beiden intern, ohne nationale Vorentscheidung, als Vertreter Deutschlands für den Eurovision Song Contest. Bis dato hatten sie ihre Musik immer auf Englisch gesungen, mussten ihren Titel I Realized It’s You aber den damaligen Regeln entsprechend auf Deutsch als Verliebt in Dich vortragen. Das Ergebnis, der letzte Platz mit nur einem Punkt aus Malta, sorgte in den Medien für Spott und Häme. Stone & Stone zogen sich daraufhin aus dem Showgeschäft zurück. Mittlerweile gehen sie privat und beruflich getrennte Wege.